# Bộ Chính trị Ban Chấp hành Trung ương Đảng Cộng sản toàn Liên bang khóa XVII (1934–1939)
Bộ Chính trị Ban Chấp hành Trung ương Đảng Cộng sản toàn Liên bang khóa XVII (1934-1939) được bầu tại Hội nghị Trung ương lần thứ nhất của Ban chấp hành Trung ương Đảng Cộng sản toàn Liên bang (Bolsheviks) khóa XVII được tổ chức ngày 10/2/1934.

## Ủy viên chính thức
| Tên (sinh – mất)                  | Bắt đầu   | Kết thúc  | Thời gian       | Chức vụ |
| --------------------------------- | --------- | --------- | --------------- | --- |
| Andrey Andreyev (1895–1971)       | 10/2/1934 | 22/3/1939 | 5 năm, 40 ngày  | Ủy viên Nhân dân Bộ Dân ủy Đường sắt (1931-1935) Bí thư Ban Bí thư Trung ương (1935-1946) Chủ tịch Xô viết Liên bang (1938-1946) |
| Kliment Voroshilov (1881–1969)    | 10/2/1934 | 22/3/1939 | 5 năm, 40 ngày  | Ủy viên Nhân dân Bộ Dân ủy Quốc phòng (1925-1940) |
| Lazar Kaganovich (1893–1991)      | 10/2/1934 | 22/3/1939 | 5 năm, 40 ngày  | Bí thư Tỉnh ủy Moscow (1930-1935) Chủ tịch Ủy ban Kiểm tra Trung ương (1934-1935) Ủy viên Nhân dân Bộ Dân ủy Giao thông vận tải(1935-1937) (1938-1942) Ủy viên Nhân dân Bộ Dân ủy Công nghiệp nặng (1937-1939) Ủy viên Nhân dân Bộ Dân ủy Công nghiệp và vật liệu xây dựng (1939) |
| Mikhail Kalinin (1875–1946)       | 10/2/1934 | 22/3/1939 | 5 năm, 40 ngày  | Chủ tịch Ủy ban chấp hành Đại hội toàn Nga Xô viết (1919-1938) Chủ tịch Ủy ban chấp hành Trung ương nước Nga Xô viết (1922-1938) Chủ tịch Đoàn Chủ tịch Xô viết Tối cao (1938-1946)                                                                                               |
| Sergey Kirov (1886–1934)          | 10/2/1934 | 1/12/1934 | 294 ngày        | Bí thư Tỉnh ủy Leningrad (1927-1934) Bí thư Thành ủy Leningrad (1926-1934) |
| Stanislav Kosior (1889–1939)      | 10/2/1934 | 3/5/1938  | 4 năm, 82 ngày  | Bí thư thứ nhất Đảng Cộng sản Ukraina (1928-1938) Phó Chủ tịch Hội đồng Dân ủy (1938) Chủ tịch Ủy ban Kiểm soát Nhân dân (1938) |
| Valerian Kuybyshev (1888–1935)    | 10/2/1934 | 25/1/1935 | 349 ngày        | Phó Chủ tịch thứ nhất Hội đồng Dân ủy Liên Xô (1934-1935) |
| Vyacheslav Molotov (1890–1986)    | 10/2/1934 | 22/3/1939 | 5 năm, 40 ngày  | Chủ tịch Hội đồng Dân ủy Liên Xô (1930-1941) |
| Grigory Ordzhonikidze (1886–1937) | 10/2/1934 | 18/2/1937 | 3 năm, 8 ngày   | Ủy viên Nhân dân Bộ Dân ủy Công nghiệp nặng (1932-1937) |
| Joseph Stalin (1878–1953)         | 10/2/1934 | 22/3/1939 | 5 năm, 40 ngày  | Tổng Bí thư Đảng Cộng sản Liên Xô (1922-1953) |
| Anastas Mikoyan (1895–1978)       | 1/2/1935  | 22/3/1939 | 4 năm, 49 ngày  | Ủy viên Nhân dân Bộ Dân ủy Công nghiệp thực phẩm (1934-1938) Ủy viên Nhân dân Bộ Dân ủy Ngoại thương (1938-1946) |
| Vlas Chubar (1891–1939)           | 1/2/1935  | 16/6/1938 | 3 năm, 135 ngày | Phó Chủ tịch Hội đồng Dân ủy (1934-1938) Ủy viên Nhân dân Bộ Dân ủy Tài chính (1937-1938) |

## Ủy viên dự khuyết
| Tên (sinh – mất)              | Bắt đầu    | Kết thúc  | Thời gian       | Chức vụ |
| ----------------------------- | ---------- | --------- | --------------- | --- |
| Anastas Mikoyan (1895–1978)   | 10/2/1934  | 1/2/1935  | 356 ngày        | Ủy viên Nhân dân Bộ Dân ủy Công nghiệp thực phẩm (1934-1938) Ủy viên Nhân dân Bộ Dân ủy Ngoại thương (1938-1946) Ủy viên Bộ Chính trị chính thức từ 1935                                                            |
| Grigory Petrovsky (1878–1958) | 10/2/1934  | 22/3/1939 | 5 năm, 40 ngày  | Chủ tịch Đoàn Chủ tịch Ban chấp hành Liên Xô (1922-1938) Chủ tịch Đoàn Chủ tịch Ban Chấp hành toàn Ukraina (1920-1938) Phó Chủ tịch Xô viết tối cao Liên Xô (1938-1939)                                             |
| Pavel Postyshev (1887–1939)   | 10/2/1934  | 14/1/1938 | 3 năm, 338 ngày | Bí thư thứ nhất Thành ủy Kiev (1934-1937) Bí thư thứ hai Đảng Cộng sản Ukraina (1933-1937) Bí thư thứ nhất tỉnh ủy Kuibyshev (1937-1938)                                                                            |
| Jānis Rudzutaks (1887–1938)   | 10/2/1934  | 26/5/1937 | 3 năm, 105 ngày | Phó Chủ tịch Hội đồng Lao động và Quốc phòng (1926-1937) Phó Chủ tịch Hội đồng Dân ủy (1926-1937) |
| Vlas Chubar (1891–1939)       | 10/2/1934  | 1/2/1935  | 356 ngày        | Phó Chủ tịch Hội đồng Dân ủy (1934-1938) |
| Andrei Zhdanov (1896–1948)    | 1/2/1935   | 22/3/1939 | 4 năm, 39 ngày  | Bí thư thứ nhất khu ủy và thành ủy Leningrad (1934-1945) Bí thư Trung ương Đảng (1934-1948) Chủ tịch Hội đồng Tối cao Nga Xô (1938-1947) Trưởng ban Ban Tuyên truyền và Cổ động Trung ương Đảng Liên Xô (1939-1940) |
| Robert Eikhe (1890–1940)      | 1/2/1935   | 29/4/1938 | 3 năm, 77 ngày  | Bí thư thứ nhất khu ủy Tây Siberia (1930-1937) Bí thư thứ nhất khu ủy Novosibirsk (1937) Ủy viên Nhân dân Bộ Dân ủy Nông nghiệp (1937-1938)                                                                         |
| Nikolai Yezhov (1895–1940)    | 12/10/1937 | 22/3/1939 | 1 năm, 161 ngày | Ủy viên Nhân dân Bộ Dân ủy An ninh Nhà nước (1937-1938) Ủy viên Nhân dân Bộ Dân ủy Giao thông đường thủy (1938-1939)                                                                                                |
| Nikita Khrushchev (1894–1971) | 1/2/1935   | 22/3/1939 | 4 năm, 39 ngày  | Bí thư thứ nhất Tỉnh ủy Kiev (1938-1947) Bí thư thứ nhất Đảng Cộng sản Ukraina (1938-1947) |